# Örtrik allund
Örtrik allund är en svensk biotoptyp, som kommit till stånd i områden med al under flera trädgenerationer. Marken är ofta fuktig och har ett rörligt markvatten, men inte sumpig.
Alstrandskogar på frisk till fuktig mark samt gamla albevuxna slåtterängar, längs vattendrag, är representanter för denna biotop. I norra Sverige rör det sig om gråallundar, i södra Sverige om 
med gråal eller klibbal. 
Fältskiktet utgörs av låga eller höga örter, med stor örtrikedom.